# Carrer del Mig
El Carrer del Mig és una obra del municipi d'Artés (Bages) inclosa en l'Inventari del Patrimoni Arquitectònic de Catalunya.

## Descripció
Es tracta d'una construcció civil. Habitatges distribuïts a banda i banda d'un carrer que s'enfila des del pla de la vila fins al puig del castell i de l'església de sta. Maria. Els habitatges són entre mitgeres i tos són de planta baixa i dos pisos, estructura que accentua l'estretor del carrer. En totes les cases hi ha finestrals i portalades amb les dates de la seva construcció (1627, 1639, 1775,1880, etc.)

## Història
El carrer del mig es va començar a configurar a finals del segle xvi i més concretament l'any 1590 és documentat ja ien ell es construeixen les primeres cases. L'augment de la població d'Artés al segle xvii i XVIII fou gran i en aquest segles el carrer del mig era ja plenament construït i edificat.